# Bernasconi
Bernasconi je priimek več oseb:    
- Giovanni M. Bernasconi, italijanski rimskokatoliški duhovnik
- Robert Bernasconi, ameriški filozof